# Currulao

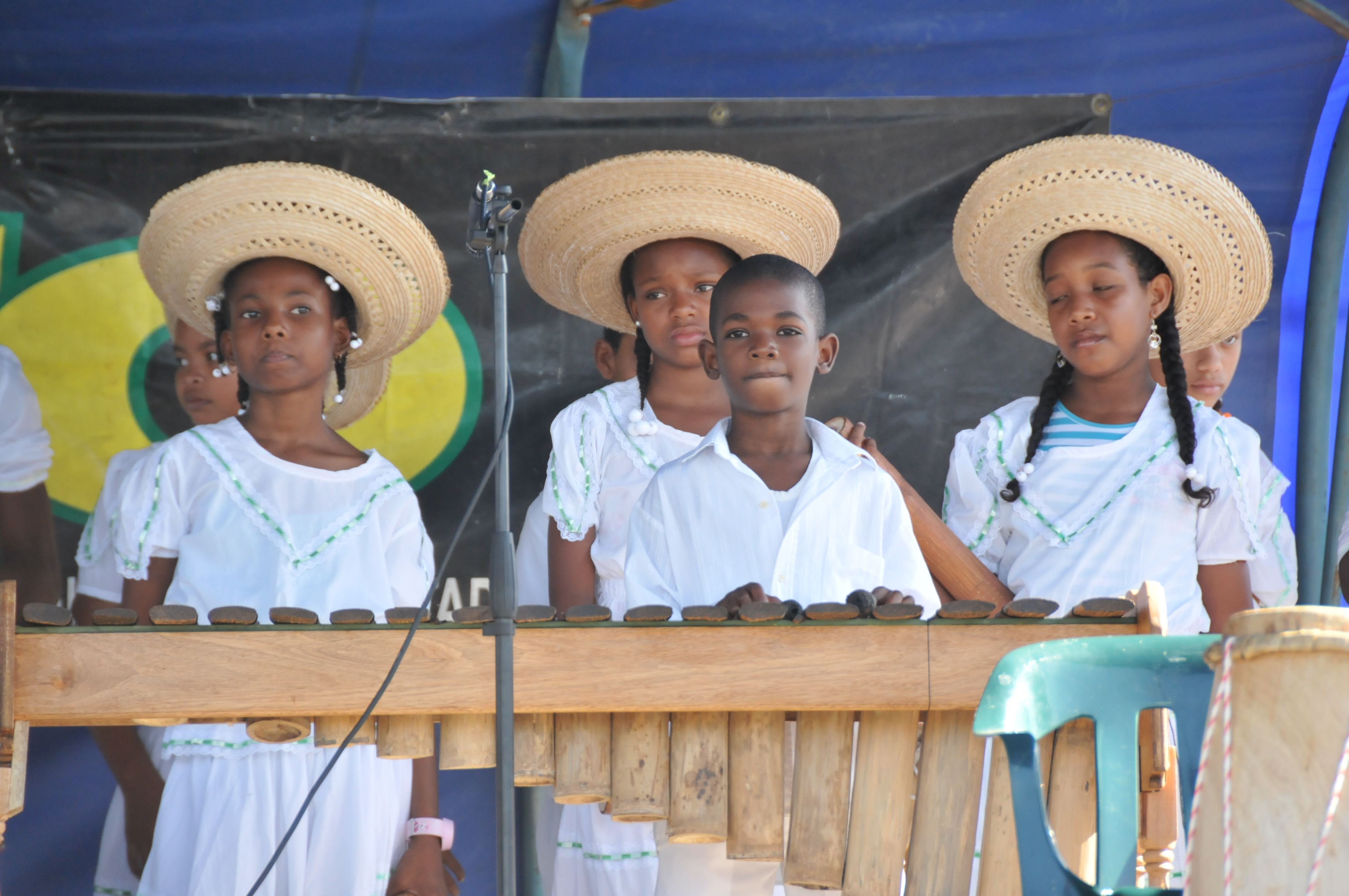
Niños tocando música del eje musical del Pacífico Sur.

Currulao es un género musical que se baila principalmente en la región Pacífica, aunque estrictamente hablando, también hace referencia a la danza folclórica de la Región del Pacífico (Colombia) y a la provincia de Esmeraldas (Ecuador). Tradicionalmente se le conoce como bambuco antiguo, y es una danza orientada hacia el cortejo. Este nombre todavía se usa generalmente en Ecuador. Su origen está estrechamente relacionado con la cultura descendiente africana de la región.

## Reseña
La palabra currulao alude a la palabra cununao, que es una referencia a los tambores de origen africano que juegan un papel importante en el folclore de la región del Pacífico colombiano, los cununos.

### Estilo de baile
El currulao es el estilo de baile más popular para muchas comunidades afrocolombianas y afroecuatorianas a lo largo de la costa del Pacífico. Tiene características que resumen las influencias africanas traídas durante el período colonial por los mineros en las cuencas de los ríos del occidente del territorio. En la práctica, es posible observar referencias de un rito sacramental de fuerza ancestral y magia en el currulao. 
Currulao es un baile que involucra parejas sueltas, con temas de amor y naturaleza. Los movimientos de los bailarines son ágiles y vigorosos. Para el compañero masculino, utilizan grandes movimientos de fuerza, sin desequilibrar la armonía de la danza. La mujer, por otro lado, baila de una manera tranquila mientras su pareja busca seducirla con coquetas, patadas, flexiones, abanicos y movimientos bruscos con su pañuelo. La coreografía se desarrolla básicamente en dos acciones simultáneas: una de rotación circular y otra de movimiento directo, formando pequeños círculos, que se configuran en ocho. Las figuras que predominan son la confrontación en grupos, avances y retiros en secuencia, intersección de los bailarines, giros, saltos y movimientos con el pañuelo. 
La danza adquiere gran belleza plástica mediante la concreción de varios elementos, como la esbeltez de hombres y mujeres, la seriedad ritual de los rostros, el juego con los pañuelos y la gracia de las actitudes, que se refuerzan con gesticulaciones y giros. En cuanto al patrón de danza, el currulao ha sufrido modificaciones regionales, en particular de las personas berejú, patacoré, juga, bámbara negra, caderona y pango. Además de ser danza, es también ritmo musical, tradición y ancestralidad. Es la herencia africana de mujeres y hombres esclavizados que arrimaron a nuestras tierras, hace ya más de 400 años.

## Artistas
Entre sus principales exponentes se encuentra Nidia Góngora y el grupo Canalón de Timbiquí. Este grupo fue el primero en obtener una nominación a los premios Grammy por un trabajo del folclore del Pacífico.